# Maid in Manhattan
Maid in Manhattan (bra: Encontro de Amor; prt: Encontro em Manhattan) é um filme de comédia e drama romântico de 2002 dirigido por Wayne Wang e baseado em uma história de John Hughes, que é creditado usando um pseudônimo, Edmond Dantes. É estrelado por Jennifer Lopez, Ralph Fiennes e Natasha Richardson. No filme, uma empregada de hotel e um político republicano se apaixonam. O filme foi lançado em 13 de dezembro de 2002 pela Columbia Pictures e foi um sucesso de bilheteria, arrecadando US$154,906,693 milhões com um orçamento de US$55 milhões de dólares.

## Produção
O filme foi originalmente intitulado The Chambermaid e, em seguida, Uptown Girl. Foi descrito como uma história do tipo Cinderela. John Hughes foi inicialmente anunciado como o diretor do filme, com Hilary Swank pronta para estrelar como protagonista. Variety confirmou em julho de 2001 que Jennifer Lopez estava em negociações para estrelar The Chambermaid, com Hughes não mais dirigindo o projeto. Swank não estava mais envolvida no filme. Sandra Bullock e Julia Roberts foram cogitadas para viver Marisa. Ralph Fiennes assinou contrato para estrelar o filme em fevereiro de 2002. Natasha Richardson se juntou ao elenco em abril de 2002. O título do filme foi confirmado como Maid in Manhattan em agosto de 2002. Descrevendo a personagem Marisa, Lopez disse: "Ela é porto-riquenha. Ela é do Bronx. Ela tem esse filho e ela está apenas tentando sobreviver. Todo dia ela pega o trem para ir trabalhar. Ela vai para essa cidade grande de sonhos e quer mais. Ela tem aspirações nesse sentido". O personagem de Fiennes era originalmente um convidado britânico rico.
A filmagem principal começou em Nova York em abril, apenas alguns meses após os ataques de 11 de setembro, e foi concluída em junho de 2002. As filmagens foram realizadas no The Roosevelt Hotel de Nova York e no Waldorf Astoria New York. As filmagens também ocorreram na seção Morris Heights do Bronx, na E 175 Street, entre o Grand Concourse e a Jerome Avenue. No primeiro dia de produção do filme no Bronx, paparazzi e o público forçaram as filmagens a parar, e a polícia foi chamada como resultado da confusão. Wayne Wang disse: "Ninguém na produção estava preparado para isso". Como o filme se passa na Big Apple, algumas cenas foram filmadas na Park Avenue, na Madison Avenue, no Bronx e no Central Park.
ABC anunciou que estaria adaptando o filme para uma série de televisão, com a produção de Lopez. Em março de 2010, o IMDb ainda listou "Maid in Manhattan (2009)" como em produção, com Chad Hodge como roteirista, mas um press release de 2009 da Sony Pictures Television só mostra como um especial. A ABC Television ainda não divulgou ou veiculou nenhuma versão do projeto piloto. Em 25 de novembro de 2011, o IMDB removeu a página e o piloto foi rejeitado. Telemundo e a Sony Pictures Television produziram uma telenovela baseada no filme, intitulada Una maid en Manhattan.

## Sinopse
Marisa Ventura, mãe solteira que cria seu filho Ty, de 10 anos, trabalha como empregada no Hotel Beresford, no coração de Manhattan. Quando não está na escola, Ty passa algum tempo com os colegas de hotel de Marisa, que acham que ela pode ser promovida a gerência.
Enquanto Marisa e sua colega de trabalho Stephanie estão limpando a sala da socialite Caroline Lane, Stephanie convence Marisa a experimentar um casaco da Dolce & Gabbana. Lane já havia pedido para ser devolvida à loja, e Stephanie argumenta que "tecnicamente" não pertence a ninguém no momento. Em outro lugar do hotel, Ty faz amizade com o convidado do hotel e candidato do senador Christopher "Chris" Marshall, que Ty aprende ter interesse em Richard Nixon, o assunto da sua apresentação escolar. Ty quer ir com Chris para passear com o cachorro e os dois vão até o quarto de Caroline para pedir permissão a Marisa. Chris conhece Marisa, que está usando o casaco de grife, e é instantaneamente apaixonada por ela. Ele assume que ela é Caroline. O trio passa algum tempo juntos no parque. Embora Marisa e Chris se sintam atraídos um pelo outro, Marisa teme que a gerência descubra o truque e faça questão de evitar Chris depois.
Chris pede ao mordomo principal do hotel, Lionel Bloch, para convidar "Caroline Lane" para almoçar, mas fica confuso quando a verdadeira Caroline aparece em vez de Marisa. Marisa estava presente quando recebeu o convite e até ofereceu conselhos a Caroline sobre o que vestir para o "almoço à deux". Quando a verdadeira Caroline aparece, Chris pede a seu assistente Jerry Siegal para encontrar "a outra Caroline Lane", prometendo que ele vai participar de um jantar importante e deseja que ela vá com ele. Jerry pede a Lionel para encontrá-la. Lionel, que descobriu que Marisa é a mulher que Chris estava procurando, diz a ela para ir ao jantar e encerrar o caso rapidamente, se ela quiser um futuro na gerência do hotel.
Marisa é incapaz de terminar o caso e passa a noite no quarto de hotel de Chris. Na manhã seguinte, Marisa é flagrada pela verdadeira Caroline e sua amiga saindo do quarto de Chris. Caroline deixa escapar a verdade para a gerência do hotel e Marisa é despedida na frente de Chris na suíte do hotel de Lane. Tanto Marisa quanto Chris passam algum tempo com ele ainda pensando nela. Marisa também é perseguida pela mídia e sua mãe classista desaprovadora Veronica.
Algum tempo depois, Marisa consegue outro emprego como empregada em outro hotel. Chris está dando uma entrevista coletiva no mesmo hotel. Ty atende e pergunta a Chris se as pessoas devem ser perdoadas se cometerem erros, referindo-se ao ex- presidente dos Estados Unidos, Richard Nixon. Ty leva-o para a sala dos professores, onde Marisa está tendo seu intervalo. Chris e Marisa se reencontram, e o filme termina com imagens de publicações mostrando que Chris foi eleito, ele e Marisa ainda estão juntos depois de um ano, Marisa começou um negócio de hospitalidade, e seus amigos de quando era empregada foram promovidos a gerência.

## Elenco
- Jennifer Lopez - Marisa Ventura
- Ralph Fiennes - Christopher Marshall
- Natasha Richardson - Caroline Lane
- Stanley Tucci - Jerry Siegal
- Tyler Posey - Ty Ventura
- Frances Conroy - Paula Burns
- Chris Eigeman - John Bextrum
- Amy Sedaris - Rachel Hoffman
- Marissa Matrone - Stephanie Kehoe
- Priscilla Lopez - Veronica Ventura
- Bob Hoskins - Lionel Bloch
- Lisa Roberts Gillan - Cora
- Maddie Corman - Leezette
- Sharon Wilkins - Clarice
- Jeffrey Dinowitz - Congressista Grey
- D Quion como Lily Kim
- Marilyn Torres como Barb
- Lou Ferguson como Keef Townsend

## Trilha sonora
O filme apresenta "Me and Julio Down by the Schoolyard" de Paul Simon nos créditos de abertura, "Train on a Track" cantada por Kelly Rowland, "Come Away with Me" e "Don't Know Why" cantada por Norah Jones, "Fall Again" cantado por Glenn Lewis, "Kathy's Song" de Paul Simon, cantada por Eva Cassidy e "I'm Coming Out" cantada por Amerie.

## Recepção
A escolha de Jennifer Lopez no filme provocou algum debate. Variety comentou que "fazer uma empregada doméstica com uma latina é certamente realista, mas nunca evita a sugestão de que a mobilidade ascendente é melhor alcançada através do casamento na sociedade anglo". A autora Erica Chito Childs no livro de 2009 Fade to Black and White: Interracial Images in Popular Culture observou aspectos do filme para expor os lados objetivos de uma relação birracial usando os "papéis simbólicos de empregada e política". A escritora Betty Kaklamanidou elogiou Lopez no filme que "provou que uma atriz latino pode se afastar de papéis de apoio estereotipados e efetivamente se tornar o centro de uma narrativa romântica". Em 2007, Jessica Alba disse: "Jennifer Lopez é uma grande estrela, mas Hollywood sempre quer que ela interprete a empregada".